# XXVII Batalion Saperów
XXVII batalion saperów  (XXVII bsap)  – pododdział saperów  Wojska Polskiego w II Rzeczypospolitej.

## Historia batalionu
XXVII batalion saperów został sformowany już w czasie pokoju we wrześniu 1921 w Puławach. Dowództwo batalionu składało się z oficerów 2 pułku Saperów Kaniowskich. 1 kompania powstała z 3 kompanii III batalionu saperów, a 2 kompania z 3 kompanii IX batalionu saperów. W czasie mobilizacji i wojny XXVII bsap wchodził w skład 27 Dywizji Piechoty.
W 1923 dotychczasowa pierwsza kompania została przemianowana na drugą, a dotychczasowa druga kompania na pierwszą.
Batalion istniał do stycznia 1925 po czym został rozformowany. 1 kompania saperów została wcielona do XIII batalionu saperów jako 3 kompania saperów, a 2 kompania saperów do III batalionu saperów jako 3 kompania saperów.

## Żołnierze batalionu
Dowódcy batalionu
- kpt. / mjr sap. Eustachy Gorczyński (1921 – VI 1925 → dowódca XIII bsap[2])

Oficerowie
- por. Jan Dorantt